# 溝口梅太郎
溝口 梅太郎（みぞぐち うめたろう）は、日本の教育者。

## 人物

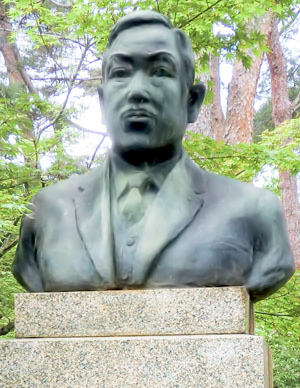
創立者　溝口梅太郎先生

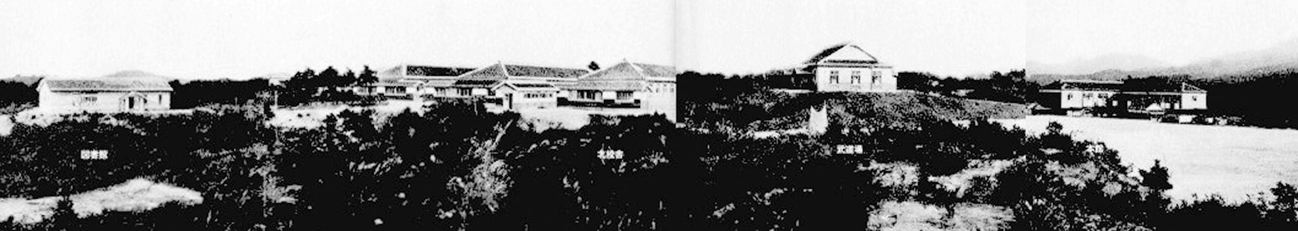
創立当時の福岡高等商業学校（現：福岡大学）

福岡高等商業学校（現福岡大学）創立者、福岡大学理事長。

## 略歴
経済学を志し、福岡の西南学院高等学部商科の設置と同時に入学、卒業後は九州帝国大学法文学部で研修の後、昭和3年には母校の教授に招聘され、会計学・保険論を講じていた。
1932年（昭和7年）頃の日本は世界恐慌の影響下にあって、企業倒産、失業者は増大し、不況は頂点に達していた。日本はその頃、満蒙政策を推進していた時代で、外地で活躍する学問と実践力を兼ね備えた有能な実業人の養成というプラグマティズムの教育理念を理想とし、福岡に高等商業学校を創立することを計画した。
1933年（昭和8年）に至り、溝口は西南学院高等学部を退職し、財界人、市当局に学校設立の重要性を力説して廻ったが、予算不足を理由に一笑に付された。意を決した溝口は私財をなげうって、1934年（昭和9年）に全くの独力で、福岡高等商業学校（現：福岡大学）を創立、27,000坪の校地を寄付し、校舎を完成させ、理事長に就任した。創立当初は、校舎も粗末で設備も不十分であったが、溝口個人の借入金で建設されたため、借金は一手に引き受けざるを得ないことになった。
1938年（昭和13年）には満洲国で事業を興し、そこから得た利益で10年間に亘り借金を返済し続けた。未曽有の大不況下にあって、誰からも資金的援助も受けず、信念を貫き通した。
福岡大学構内にある溝口の胸像碑文に刻まれた、積極・進取・開発の建学精神は、その信条である。
新発田藩（しばたはん）10万石の藩主溝口家（新潟）の流れであるのと、社会的貢献を評価され、浄土宗本山知恩院より「慈徳院殿仁誉如空梅林大居士」の戒名を賜っている。

## 福岡高等商業学校の設立

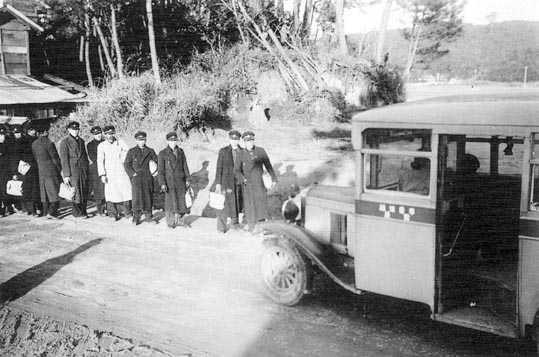
福岡高等商業学校創立当時の本校学生と木炭バス

### 立地の選定
1. 8世紀、聖武天皇時代に渡来した清賀上人は油山に茂る椿の実から油を絞って灯火に使うことを人々に教えた。これが油山の地名の由来といわれる。油山には比叡山延暦寺の分院があったとされる。12世紀、この地には三百余の僧坊があり、九州第一の学問の道場であった。筑前出身の鎮西上人は比叡山で修学の後、30歳の若さで油山僧坊の学頭になった。聖地油山の麓にある七隈こそ学問に相応しい地であった。
2. 油山の裾野に広がる多くの池と、その池を囲む丘陵地は山紫水明の景勝地であり、勉学に勤しむには最良の自然環境が整った地であった。学校設置基準として、水質は重要である。この七隈丘陵地の地下岩盤は花崗岩質に覆われ、湧き水は最も良い水質の名水と言われていた。学校設立に反対する何者かにより井戸水に農薬等が投げ込まれたこともあったが、再度掘り直し、村の人たちによる昼夜の見張りが功を奏し、無事、水質検査を終えたという話が伝えられている。

### 厳しい高等商業学校設置基準
文部省の私立高等商業学校の認可条件は、長崎高等商業学校や山口高等商業学校のような官立高等商業学校の設置基準と同様の教育施設とカリキュラム、そして教授陣営を開校までに揃えなければならないという厳しいものであった。そのため、他の塾や専門学校のように小規模のものから出発することができず、文部省の条件を満たすには初期費用が嵩む結果となった。
その一方で、私立とはいえ福岡に初めて高等商業学校が設置されたので、官立の長崎高商や山口高商まで行かなくても、地元の高商に行けるようになった。このため福岡県中学修猷館や福岡県福岡中学校等、地元の中学校からも受験生が殺到して狭き門となり、競争率は10倍にも達した。

### 校章の由来
建学精神は積極、開発、進取である。

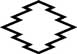
溝口家の家紋　五階菱

ギリシャ神話で、天翔く翼と杖を持った神「マーキュリー」は商業の神とされている。自ら進んで物事をなす、この建学精神をもって世界に天翔き雄飛して欲しいという願いから、マーキュリーと溝口家の家紋、溝口菱（五階菱）を組み合わせ図案化、校章とした。